# Morpho eros
Morpho eros är en fjärilsart som beskrevs av Hans Fruhstorfer 1913. Morpho eros ingår i släktet Morpho och familjen praktfjärilar. Inga underarter finns listade i Catalogue of Life.